# رقية مقصود
رقيَّة مقصود (ولدت عام 1942 م) هي كاتبة بريطانية مسلمة ورئيسة قسم الدراسات الإسلامية في مدرسة ثانوية للبنين في مدينة هل.

## نشأتها
نشأت رقيَّة في مدينة (كِنْت) بجنوب إنجلترا، وكان اسمها روزلين روشبروك، ووالدها كان رجل أعمال صغيرًا، ودرست في جامعة (هل) قبل زواجها من الشاعر جورج كيندريك، وأنجبت منه طفلين، ثم تطلَّقا بعد زواجٍ دام 23 عامًا، ثم أصبحت مسلمة وتزوجت من وارث الباكستاني المسلم.
أسلمت سنة 1986 م. درست العربية في معهد الدراسات الشرقية والأفريقية.

## قصة إسلامها
تحكي رقيَّة أن والديها لم يكونا متدينين، ولكنهما أرسلاها إلى مدرسة كنسية من مدارس الأحد ليبعداها عن التصرفات الخاصة بهما؛ وذلك بتعليمها القيم والمبادئ المسيحية وحتى تكون ذات صلة وثيقة بالدين المسيحي.
وتسترسل قائلة: كانت حصة التعليم الديني في المدرسة من الحصص المفضَّلة لديَّ، وقد حصلت على شهادة جامعية في علم الدين من جامعة (هل).
وبعد طلاقي من جورج كيندريك - ولكي أستطيع سداد الإيجار الشهري لمنزلي - اضطررت إلى تأجير غرفة في المنزل إلى الطلاب، وكان من بينهم بعض الطلبة المسلمين. وكنتُ دائمًا أعرف عن الإسلام بحكم تدريسي لمادة التعليم الديني، ولكن للمرة الأولى أشاهد الممارسة العملية للإسلام من الطلبة المسلمين الذين استأجروا غرفة في منزلي، فأُعجِبْت بهدوئهم والأمان الكامل الذي شعرته معهم؛ فهم لا يسرقون ولا يعملون أي شيء مؤذٍ".
وأضافت رقية: "إنني بالحديث معهم عرفت الكثير عن الإسلام، وقيم الأسرة والنزاهة والشرف وأهمية كل ذلك بالنسبة لهم، ويذكرونني بتصرفاتهم هذه ما كان عليه الناس في بريطانيا قبل 50 عامًا.
وكلما كان يحدث اتصال بالإسلام كنت أكثر إدراكًا واعتقادًا به، وأدركت أن الإسلام يدعم كل القيم التي علَّمها المسيح عليه السلام لأتباعه، ويعترف به رسولاً عظيمًا من الله تعالى، وببساطة: لا يعتقد الإسلام أن المسيح ابن الله، بل هو رسول من الرسل كمحمد صلى الله عليه وسلم. وعندما كنت أذهب إلى الكنيسة ينتابني شعور بضرورة أن أصبح مسلمة.
وفي النهاية أدركت أنه لا بد أن يكون لي موقف في هذه الحياة لتنظيم حياتي. وفي يوم من الأيام رأيت أنه لا يمكن حبس شعوري هذا لمدة أطول؛ فدعوت الطلبة المسلمين في منزلي إلى قاعة الجلوس وأعلنت أمامهم إسلامي بإعلان الشهادتين. وكان شعورًا غريبًا، ولكنه كان شعورًا جميلاً، وبه أحسستُ أنني عدت إلى منزلي".
وتواصل رقية حديثها عن قصة إسلامها قائلة: «في اليوم التالي من إعلاني الإسلام، كان عليَّ أن أُقلِع عن شرب الخمر وأكل لحم الخنزير، كما كان عليَّ أن أرتدي الحجاب والزي الطويل المحتشم. لم يكن لِزامًا عليَّ أن أغيِّر اسمي بعد إسلامي؛ ولكن رغبةً في التجديد اخترت اسم رقيَّة لجماله. ووجدت أمي صعوبة في نطقه وظلت تناديني بـ روز، وقد اعتبرتني هي ووالدي في البداية خائنة للمسيح عليه السلام، لكن الآن فهما أكثر عن الإسلام وسعيدان بإسلامي».

## من الحرام إلى الحلال
وتواصل رقية حديثها عن إسلامها قائلة: "في اليوم التالي من إعلاني الإسلام، كان عليّ أن اقلع عن شرب الخمر وأكل لحم الخنزير. وفي الحقيقة كان عليّ أن أغير قائمة تسوقي. اللحم لا بد ان يكون حلالاً وكان عليّ مراجعة مركبات بعض المواد الغذائية حتى لا يكون فيها أي شحوم أو زيوت حيوانية محرمة. كما كان عليّ أن أرتدي الحجاب والزي الطويل المحتشم. وكان عليّ أن اتخلص من ملابسي القديمة التي لا تتناسب وديني الجديد، فتبرعت بها إلى منظمة أوكسفام الخيرية. ولم يكن لديّ مانع من لبس رداء يغطي حتى كاحلي ولكن من الصعب لامرأة إنجليزية ان تضحي بشعرها. وكنت دائماً اعتني بشعري، وذلك بالذهاب إلى محل تصفيف الشعر. ولكن مع الحجاب ليس هناك جدوى من ذلك. في الأول لم اكن مرتاحة مع الحجاب، ولكن بدأت أتأقلم معه ووجدت في ارتدائه متعة. فالإسلام يعطي المرأة شعوراً بالأمان والحماية. ليس كالمجتمع الغربي، فالمسلمون لا يضعون المرأة تحت ضغوط لتظهر مبهرجة في زيها ومكياجها، ولا يوجهون انتقادات إلى ملابسها طالما كانت محتشمة.

## زواجها
قالت رقية: «كنت في رحلة إلى باكستان بغرض البحث ضمن مشروع كتاب كنت منهمكةً في تأليفه، وهناك التقيتُ (وارث) الرجلَ الذي أصبح فيما بعد زوجي، فعدتُ إلى بريطانيا، ودعوتُ الله أن يكلِّل زواجي هذا بالنجاح. وكنا نتصل هاتفياً عن طريق مترجمين. وكان زواجنا في شهر رمضان الذي يعني عدم الأكل والشراب والتدخين والجماع طوال ساعات النهار وهو امر صعب بالنسبة لعروسين. وتعلمت انه سلوك مشين بالنسبة للمسلم الذي لا يرحب بالناس ويطعمهم مهما كانت تكلفة إطعامهم. وعندما كان يجيء بعض اللاجئين البوسنيين إلى هل إبان حرب البوسنة كان وارث يفترض أنني سأكون سعيدة باستضافة بعضهم في منزلنا. وكان ذلك مرهقاً لأن وارث لا يساعد في شؤون ترتيب المنزل لأنه مسؤوليتي. ولكن عليّ أن أقرّ باعجابي باستعداد المسلمين على مساعدة الناس في اوقات محنتهم».
وأضافت رقية: «أن الزواج في الإسلام يستمر لأنه يرتب بين الناس، ولا يعتمد على التوقعات الرومانسية في استمراره. قد لا تكون سعيداً 100 في المائة بزواجك، ولكن من واجبك أن تجعل هذا الزواج يستمر، بينما في المجتمع الغربي خلاف صغير يعصف به. وفي بعض الأوقات اضجر من حياتي الجديدة وأشعر بأنني أريد أن أخرج إلى مطعم أو حتى إلى حانة ولكن أستعيذ بالله من الشيطان الرجيم وأطرد مثل هذه الافكار من رأسي. كوني أصبحت مسلمة أحدث تغييراً جذرياً في حياتي ومنحني كثيراً من السلام وأعطى حياتي معنى ومحتوى. وليس هناك أي تناقض بين كوني بريطانية وكوني مسلمة. وأتوقع بعد 20 عاماً سيكون عدد البريطانيين المسلمين مماثلا لعدد المهاجرين في بريطانيا. ولا أرى أنني بإسلامي رجعت إلى الوراء، بل أرى أنني نلت كامل حريتي».